# Syncordulia
Genre
Syncordulia est un genre dde libellules de la famille des Synthemistidae (sous-ordre des Anisoptères).

## Répartition
Ce genre est endémique d'Afrique du Sud.

## Liste des espèces
Selon Catalogue of Life (30 juin 2019) :
- Syncordulia gracillis (Burmeister, 1839)
- Syncordulia legator Dijkstra, Samways & Simaika, 2007
- Syncordulia serendipator Dijkstra, Samways & Simaika, 2007
- Syncordulia venator (Barnard, 1933)